# Top Model (émission de télévision)
 (février 2025).
Si vous disposez d'ouvrages ou d'articles de référence ou si vous connaissez des sites web de qualité traitant du thème abordé ici, merci de compléter l'article en donnant les références utiles à sa vérifiabilité et en les liant à la section « Notes et références ».
 (février 2025).
- Si vous ne connaissez pas le sujet, laissez ce bandeau (vous pouvez alors contacter les auteurs).
- Si vous supprimez le contenu mis en cause (vous pouvez préalablement contacter les auteurs),

argumentez précisément cette suppression dans la page de discussion
(un manque de référence n'est pas un argument ; une recherche réelle de référence doit avoir été effectuée, être formellement documentée).
 (février 2025).
 (février 2025).
Top Model est une émission de télé-réalité française diffusée en 2005 et en 2007 sur M6. Elle est adaptée de l'émission américaine America's Next Top Model créée par Tyra Banks.
En 2005, l'émission diffusée du 5 juillet au 25 août (18h30-19h30 moins d'un million de téléspectateurs en moyenne) a un jury composé d'Odile Sarron, Fred Farrugia, Caroline Christiansson et Patrick Lemire. La gagnante est Alizée.
En 2007, l'émission diffusée du 29 octobre au 21 décembre a un jury composé d'Adriana Karembeu, Rosalie Afflelou, Brice Compagnon et Benjamin Galopin. La gagnante est Karen.
Faute d'audiences sur les quotidiennes en semaine (lundi au jeudi de 19h-20h avec 1,2 million de téléspectateurs en moyenne) et le vendredi (18h30-20h avec 2,4 millions de téléspectateurs en moyenne) et bien que la seconde saison avait très nettement progressé, l'émission n'a pas été reconduite, et M6 préfère que cette case horaire soit utilisée pour un magazine info, puis 100% mag.

## Principe
Cette émission a pour but de trouver un mannequin pour remplacer Adriana Karembeu, la gagnante obtiendra plusieurs contrats et intégrera l'agence Elite Model, fera la couverture de Vogue et Marie Claire.

## Casting
Le jury a passé des petites annonces dans la France entière pour trouver une Top Modèle, qui remplacera peut-être Adriana Karembeu. 8 000 réponses sont parvenues, mais seulement 12 candidates ont été retenues pour participer à l'aventure.

## Le jury
Le jury de 2007 est composé de quatre personnes faisant partie de l'univers de la mode.
La présidente du jury est Adriana Karembeu assistée de Benjamin Galopin, rédacteur en chef mode du magazine French, Rosalie Afflelou, ancien mannequin connu sous son véritable nom de Rosalie Van Breemen et présentatrice de télévision, Brice Compagnon, directeur de casting indépendant.

## Les candidates

### Dans l'ordre de leur élimination
| Candidate          | Âge | Lieu d'habitation                             |
| ------------------ | --- | --------------------------------------------- |
| Alexandra          | 25  | Bâle, Suisse                                  |
| Audrey Pillot      | 17  | Cabbucia, Corse-du-Sud, Corse Miss Corse 2006 |
| Blyvy Makasi       | 24  | Villepinte, Seine-Saint-Denis, France         |
| Nausicaa Rampony   | 24  | Paris, France                                 |
| Maude              | 21  | Boulogne-Billancourt, Hauts-de-Seine, France  |
| Marie Nedjar       | 23  | Vence, Alpes-Maritimes, France                |
| Lucie Doublet      | 18  | Lilacs, Seine-Saint-Denis, France             |
| Marlene Rabinel    | 16  | Brest, Finistère, France                      |
| Binti Bangoura     | 23  | Paris, France                                 |
| Karen Nicolini     | 22  | Pineuilh, Gironde, France                     |
| Emmanuelle Montaud | 19  | Royan, Charente-Maritime, France (Seconde)    |
| Alizée Gaillard    | 20  | Euseigne, Suisse (Vainqueur)                  |

### Ordre d'appel
| Ordre | 1          | 2          | 3          | 4          | 5          | 6          | 7          | 8          |
| ----- | ---------- | ---------- | ---------- | ---------- | ---------- | ---------- | ---------- | ---------- |
| 01    | Marlene    | Alizee     | Nausicaa   | Marlene    | Binti      | Marlene    | Alizee     | Alizee     |
| 02    | Alizee     | Emmanuelle | Alizee     | Karen      | Alizee     | Emmanuelle | Karen      | Emmanuelle |
| 03    | Alexandra  | Nausicaa   | Marlene    | Emmanuelle | Marlene    | Alizee     | Emmanuelle | Karen      |
| 04    | Binti      | Marie      | Lucie      | Nausicaa   | Marie      | Binti      | Binti      |            |
| 05    | Nausicaa   | Binti      | Karen      | Maude      | Emmanuelle | Karen      | Marlene    |            |
| 06    | Audrey     | Lucie      | Blyvy      | Alizee     | Karen      | Lucie      |            |            |
| 07    | Maude      | Karen      | Binti      | Binti      | Lucie      | Marie      |            |            |
| 08    | Marie      | Maude      | Marie      | Lucie      | Maude      | Maude      |            |            |
| 09    | Lucie      | Marlene    | Emmanuelle | Marie      | Nausicaa   |            |            |            |
| 10    | Blyvy      | Audrey     | Maude      | Blyvy      |            |            |            |            |
| 11    | Emmanuelle | Blyvy      | Audrey     |            |            |            |            |            |
| 12    | Karen      | Alexandra  |            |            |            |            |            |            |

- La candidate a remporté le challenge
- La candidate est éliminée
- La candidate est dans les 2 dernières de la semaine mais n'est pas éliminée
- La candidate remporte la compétition
- La candidate était à l'origine éliminée mais le jury a décidé de lui donner une seconde chance
- La candidate a abandonné

### Saison 2 (2007)
Voici les 14 candidates :
| Candidate                                    | age | Lieu d'habitation                           | Statut/Elimination |
| -------------------------------------------- | --- | ------------------------------------------- | ------------------ |
| Karen Pillet                                 | 17  | Maintenon, Centre-Val de Loire              | Gagnante           |
| Charlie Gaffarel                             | 22  | Paris, Île-de-France                        | Eliminée jour 70   |
| Agnès Bouréalis                              | 20  | Chatou, Île-de-France                       | Eliminée jour 70   |
| Laura Milazzo                                | 20  | Montpellier, Languedoc-Roussillon           | Eliminée jour 65   |
| Célia Nicolas                                | 22  | Lausanne, Suisse                            | Eliminée jour 65   |
| Julie Ricci                                  | 20  | Lyon, Rhône-Alpes                           | Abandon jour 60    |
| Alina Herzegova                              | 18  | Vignieu, Rhône-Alpes                        | Eliminée jour 50   |
| Anaïs Monory(en remplacement à Anne-Sophie)  | 17  | Toulouse, Midi-Pyrénées                     | Eliminée jour 40   |
| Stéphanie Lupter                             | 22  | Vaulx-en-Velin, Rhône-Alpes                 | Eliminée jour 30   |
| Léa Peyruse-Boroffka(en remplacement à Anna) | 17  | Montalivet, Aquitaine                       | Eliminée jour 30   |
| Cynthia Lancien                              | 20  | Marseille, Provence-Alpes-Côte d'Azur       | Eliminée jour 20   |
| Alice Cournille                              | 19  | Aix-en-Provence, Provence-Alpes-Côte d'Azur | Eliminée jour 10   |
| Anna Jacobe                                  | 22  | Villeurbanne, Rhône-Alpes                   | Abandon jour 5     |
| Anne Sophie Acker                            | 17  | Saint-Clement, Languedoc-Roussillon         | Abandon jour 4     |

### Ordre d'appel
| Ordre | Episodes  | Episodes  | Episodes  | Episodes  | Episodes | Episodes | Episodes | Episodes | Episodes | Episodes | Episodes | Episodes |
| Ordre | 1         | 2         | 3         | 4         | 5        | 6        | 7        | 8        | 9        | 9        |          |          |
| ----- | --------- | --------- | --------- | --------- | -------- | -------- | -------- | -------- | -------- | -------- | -------- | -------- |
| 1     | Stéphanie | Julie     | Karen     | Julie     | Célia    | Julie    | Charlie  | Karen    | Charlie  | Karen    |          |          |
| 2     | Célia     | Alina     | Célia     | Karen     | Charlie  | Célia    | Karen    | Charlie  | Karen    | Charlie  |          |          |
| 3     | Karen     | Charlie   | Julie     | Alina     | Karen    | Karen    | Laura    | Agnès    | Agnès    |          |          |          |
| 4     | Alina     | Agnès     | Laura     | Agnès     | Julie    | Charlie  | Célia    | Célia    |          |          |          |          |
| 5     | Charlie   | Karen     | Alina     | Célia     | Agnès    | Agnès    | Agnès    | Laura    |          |          |          |          |
| 6     | Julie     | Anaïs     | Anaïs     | Charlie   | Alina    | Laura    | Julie    |          |          |          |          |          |
| 7     | Agnès     | Célia     | Charlie   | Laura     | Laura    | Alina    |          |          |          |          |          |          |
| 8     | Laura     | Stéphanie | Agnès     | Anaïs     | Anaïs    |          |          |          |          |          |          |          |
| 9     | Cynthia   | Léa       | Stéphanie | Stéphanie |          |          |          |          |          |          |          |          |
| 10    | Alice     | Laura     | Léa       | Léa       |          |          |          |          |          |          |          |          |
| 11    | Anna      | Cynthia   |           |           |          |          |          |          |          |          |          |          |
| 12    | Anne-S.   |           |           |           |          |          |          |          |          |          |          |          |

- LEGENDE :

- La candidate a remporté le challenge de la semaine
- La candidate est éliminée
- La candidate a abandonné
- La candidate est sélectionnée pour le défilé Chloé
- La candidate est sélectionnée pour le défilé Yves Saint Laurent
- La candidate est arrivée pour remplacer Anne-Sophie et Anna
- La candidate était à l'origine éliminée mais le jury a décidé de lui donner une seconde chance
- La candidate remporte la compétition

## Déroulement
Chaque jour, les membres du jury donnent aux candidates leur emploi du temps personnalisé. Au programme: séances photo, cours de sport avec Grégory Bouchelaghem, cours de théâtre avec Rodolphe Sand, dentiste avec Philippe Chpindel, relooking avec Dany Sanz, Julia Fisher ou Vincent McDoom, cours de développement personnel avec Marine Méchin.
Le lundi, les apprenties mannequins ont un « défi » à relever (défiler avec des animaux, enregistrer une publicité pour du boudin, etc.). La fille qui rate l'épreuve est défiée à nouveau, de manière plus gênante ou humiliante. La fille qui a le mieux réussi son challenge est récompensée.
Le mercredi, le jury choisit trois des filles, et élit la « Top de la semaine », ce qui lui confère une « immunité » contre toute élimination cette semaine-là.
Le jeudi, c'est le « shooting photo ». Le thème change toutes les semaines (« délire au château », « haut dans les airs », etc.). C'est sur la meilleure photo de chacune que sont jugées les candidates le lendemain et que l'une d'entre elles est éliminée définitivement.